# Hydrillodes pterota
Hydrillodes pterota là một loài bướm đêm trong họ Noctuidae.